# 326 (numero)
Trecentoventisei (326) è il numero naturale dopo il 325 e prima del 327.

## Proprietà matematiche
- È un numero pari.
- È un numero composto con i seguenti 4 divisori: 1, 2, 163, 326. Poiché la somma dei suoi divisori (escluso il numero stesso) è 166 < 326, è un numero difettivo.
- È un numero semiprimo.
- È un numero omirpimes.
- È un numero noncototiente.
- È un numero felice.
- È pari alla somma dei primi 14 numeri primi dispari (dal 3 al 47).
- È un numero palindromo nel sistema di numerazione posizionale a base 12 (232) e in quello a base 13 (1C1).
- È parte della terna pitagorica (326, 26568, 26570).
- È un numero intoccabile.
- È un numero nontotiente (per cui la equazione φ(x) = n non ha soluzione).
- È un numero congruente.
- È un numero poligonale centrale.

## Astronomia
- 326P/Hill è una cometa periodica del sistema solare.
- 326 Tamara è un asteroide della fascia principale del sistema solare.

## Astronautica
- Cosmos 326 è un satellite artificiale russo.